# Charles Henderson
Charles Henderson, född 26 april 1860 i Pike County, Alabama, död 7 januari 1937 i Troy, Alabama, var en amerikansk demokratisk politiker och affärsman. Han var guvernör i delstaten Alabama 1915–1919.
Henderson studerade vid Howard College (numera Samford University) men avbröt studierna efter två år då fadern  dog och han fick ta hand om familjeföretaget i stället. Tillsammans med bröderna sålde han företaget år 1890 och grundade ett helt eget företag, Charles Henderson Wholesale Grocery Company.
Henderson var en långvarig borgmästare i Troy och i den egenskapen bidrog han till grundandet av Troy State Normal School (numera Troy University) år 1887. I demokraternas primärval inför guvernörsvalet 1914 besegrade Henderson tidigare guvernören B.B. Comer och vann sedan själva guvernörsvalet. Efter fyra år som guvernör återvände Henderson till affärslivets tjänst. Hans ämbetsperiod i Alabama, som sammanföll med första världskriget, präglades av en minskning i delstatens skuldsättning.